# IP隧道
IP隧道是指一種可在两网络间用网际协议进行通信的通道。在该通道里，會先封装其他网络协议的数据包，之後再传输資訊。
IP隧道经常用於连接两個不是用路由直接連結的IP网络，IP隧道會通过底层路由协议来架构中间传输网络。若IP隧道与两個或多个IPSec一起使用时，可以创建虚拟专用网（Virtual Private Network，VPN），讓二個或多個被公開網路（如因特网）隔開的私有网络彼此访问，另一个主要应用也是目前常用的，讓各IPv6網路隔著IPv4网络上通訊。

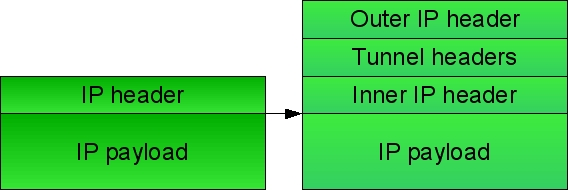
IP隧道封裝

在IP隧道中，每个IP包、來源/目的地址信息都被封装在一个数据包中，该数据包用于实际物理网络传递。
在源网络与传输网络的边界，以及传输网络和目的网络的边界，會用网关來建立跨网络的隧道端点（endpoint）。因此，IP隧道端点可以變成本地IP路由器，在源网络与目的网络间建立标准路由。端点會截取通過端点封包的隧道协议报头及报尾，再转换为标准IP格式，与其他来源的数据包一样注入到隧道端点的IP栈（IP stack）上。在这一层上，像IPSec或TLS等封装用协议都被移除了。
IP in IP， 又被称为 ipencap，是将IP协议封装入传输用的IP协议的一个例子，RFC 2003描述此协议。类似的变体有IPv6-in-IPv4隧道 （6in4） 和 IPv4-in-IPv6 隧道（4in6）。
因為防火墙的本质及原始数据报文被隐藏了，IP隧道经常用于绕过简单的防火墙规则，通常需要通过内容控制软件才能对IP隧道进行筛查。
移动IPv4主要有三种隧道技术，它们分别是：IP in IP、最小封装以及通用路由封装。

## 另请参见
- 隧道协议
- 隧道代理
- 通用路由封装

## 应用
- RFC 1853
- RFC 2003
- RFC 2473
- RFC 4213